# Плютей трещиноватый
Плюте́й трещинова́тый (Pluteus diettrichii) — гриб рода плютей. В системе рода плютей Э. Веллинги вид относится к подсекции Eucellulodermini секции Celluloderma.
Шляпка диаметром 4—5 сантиметров, поверхность радиально-морщинистая, трещиноватая, бурая, в середине более тёмная. Пластинки белые или розовые. Ножка 2,5×0,3—0,5 см. Остатки покрывал отсутствуют, споровый порошок розовый. Споры 6—7×5—6 мкм. Кожица шляпки клеточного строения, из пигментированных клеток. Цистиды без придатков, содержат буроватый пигмент.
Сапротроф на остатках древесины лиственных деревьев. В России известен в Приморском крае.